# Umut Koçin
Umut Koçin (ur. 2 czerwca 1988 w Hamburgu) – turecki piłkarz występujący na pozycji pomocnika. Zawodnik klubu Amed SK.
W swojej karierze wystąpił w 23 meczach tureckiej Süper Lig. Rozegrał też 22 spotkania i zdobył 1 bramkę w austriackiej Bundeslidze.